# 2008 en Guyane
Cet article présente les faits marquants de l'année 2008 en Guyane.

## Évènements
- Lundi 24 novembre 2008 : Début d'un important mouvement de protestation contre la cherté du prix des carburants.

- Vendredi 28 novembre 2008 : La Guyane est bloquée par de nombreux barrages routiers érigés pour protester contre le prix des carburants à la pompe : 1,77 euro pour l'essence et 1,55 euro le gasoil. Les protestataires réclament une baisse de 50 centimes sur les carburants. Le président de la Chambre de commerce et d'industrie de la Guyane (CCIG) Jean-Paul Le Pelletier annonce la fermeture du port de commerce et de l'aéroport international de Rochambeau à partir de samedi. Le secrétaire d'État à l'Outremer Yves Jégo annonce une baisse de 30 centimes des prix des carburants dès le 1er décembre, mais les protestataires exigent toujours une baisse de 50 centimes.

- Dimanche 30 novembre 2008 : Huit partis politiques, dont l'"UMP/Guyane", le "Parti Socialiste Guyanais" (PSG), les "Verts Guyane", le "Mouvement de décolonisation et d'émancipation sociale" (MDES) et "Walwari" ("éventail" en amérindien, le groupe de Christiane Taubira) demandent au président de la République de prendre « toutes les décisions nécessaires à l'aboutissement de la juste demande du peuple guyanais ».

- Samedi 20 décembre 2008 : Date prévue pour le prochain lancement de la fusée Ariane 5 depuis la base de Kourou, qui emportera deux satellites (Hot Bird 9 et W2M), pour l'opérateur de télécommunications Eutelsat.